# Missionskreuz Beningsfeld

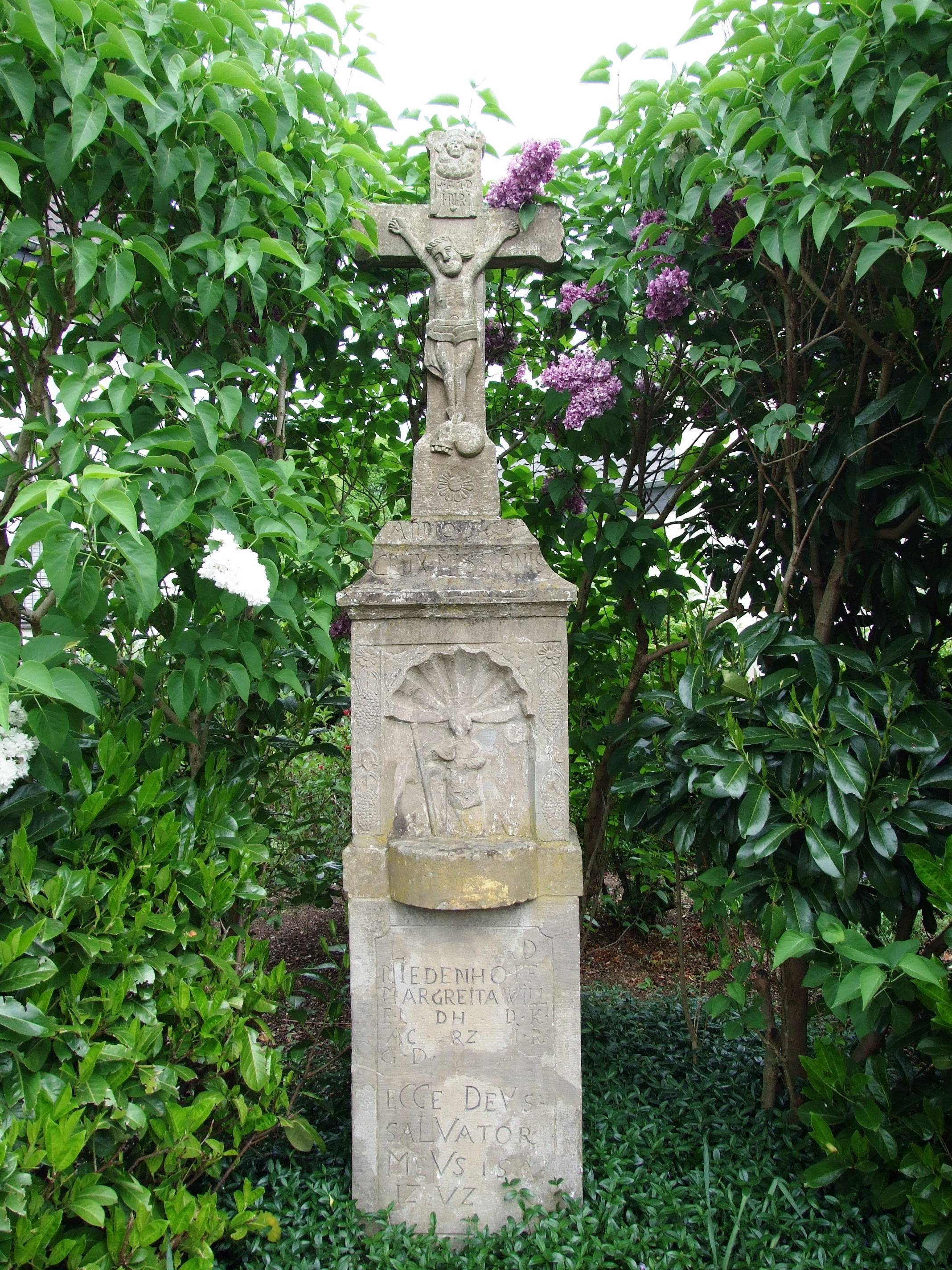
Gesamtansicht (2014)

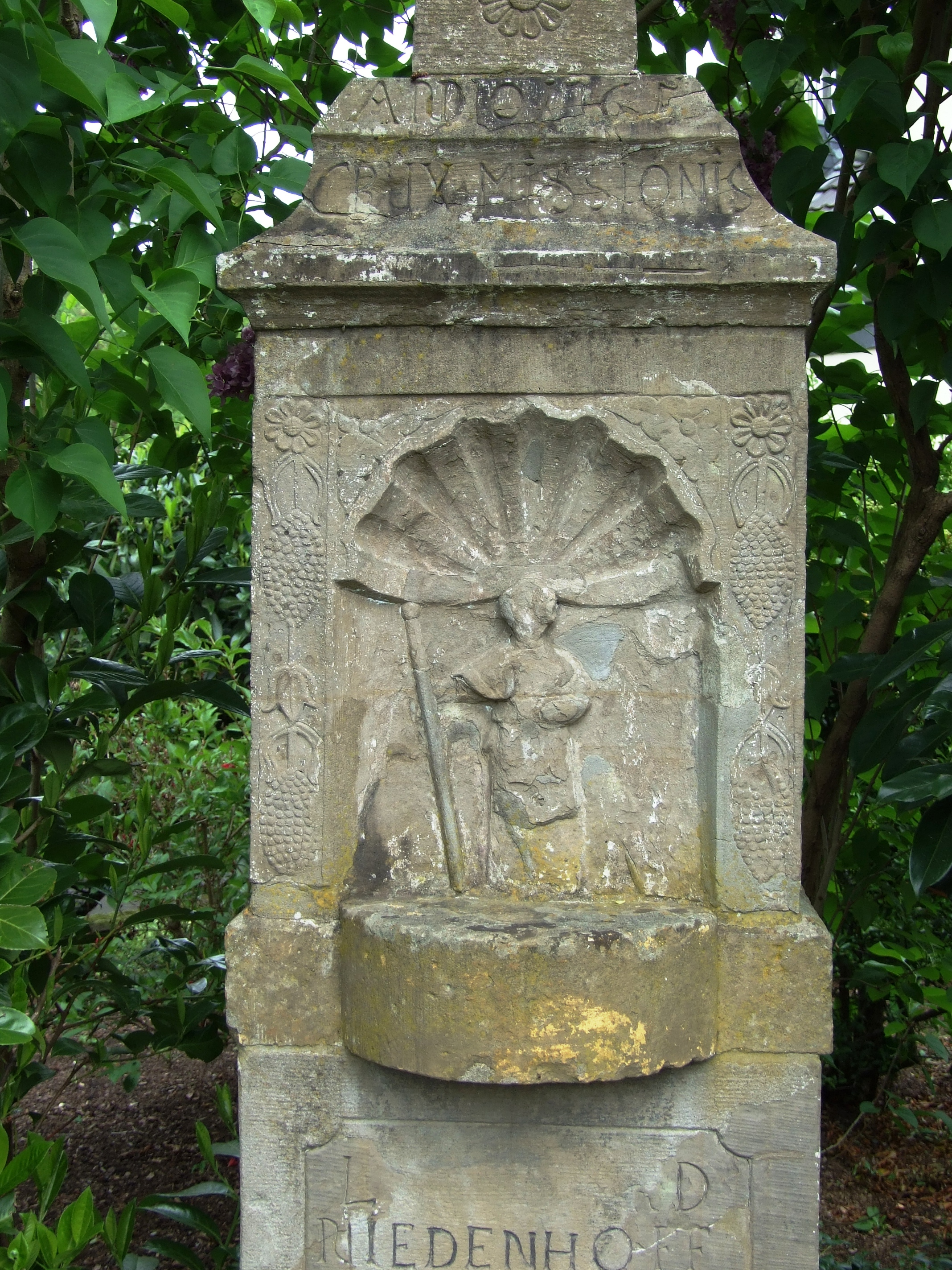
Muschelnische (2014)

Das Missionskreuz in Refrath, einem Stadtteil von Bergisch Gladbach, ist ein unter Denkmalschutz stehendes Baudenkmal. Es steht vor dem Haus Beningsfeld 35, an der Ecke zur Bernard-Eyberg-Straße.

## Beschreibung

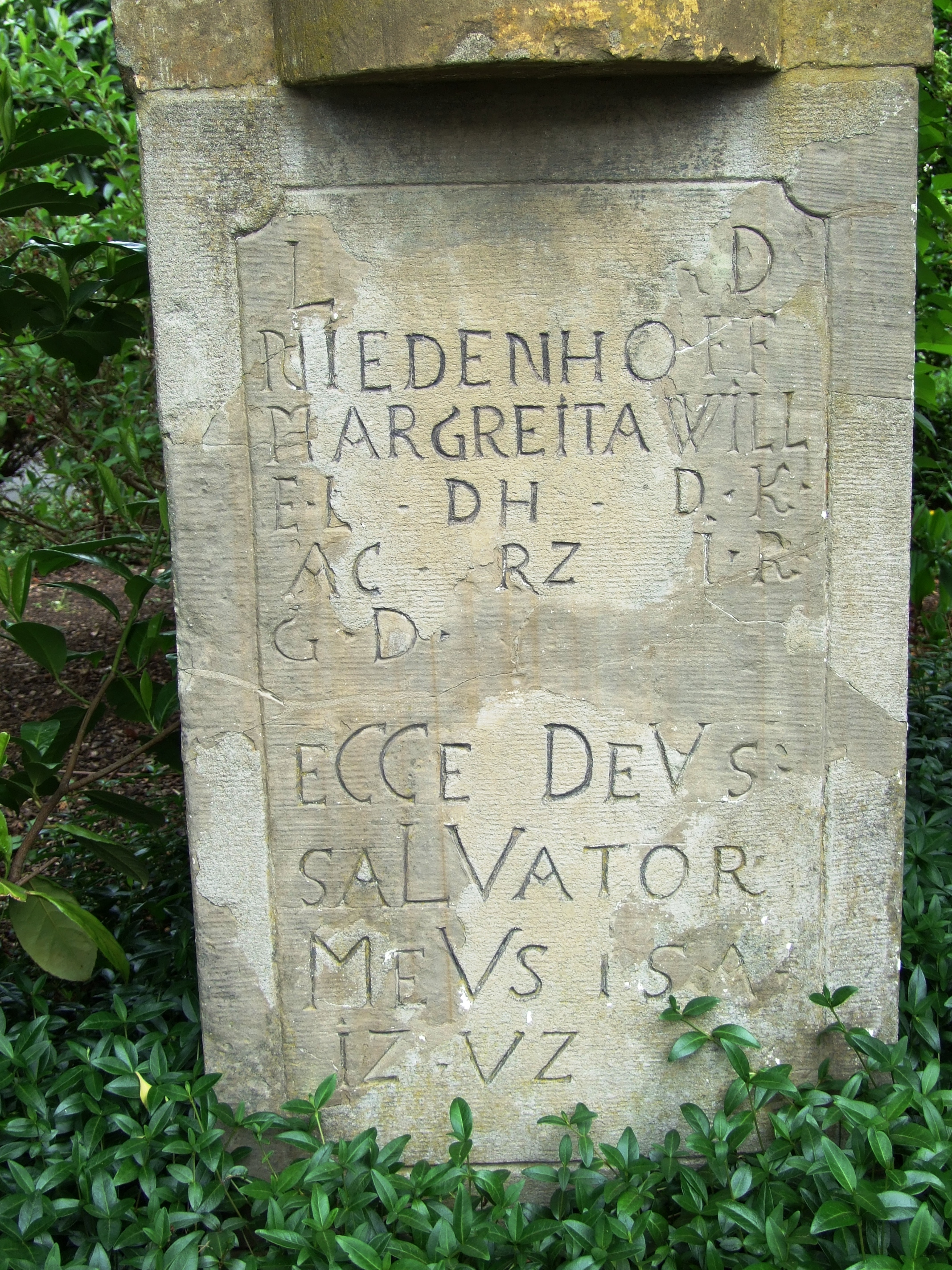
Detail (2014)

Das aus Lindlarer Sandstein hergestellte Missionskreuz entstand im Jahr 1765 augenscheinlich als Stiftung der Eheleute Lambert Niedenhoff und Margaretha Niedenhoff, geb. Will, deren Namen sich bereits in frühen Urkunden der Ansiedlung Beningsfeld nachweisen lassen. In seiner Darstellung folgt das Kreuz durchaus typischen naiv-bäuerlichen Mustern. Eine belegbare Deutung seiner Inschrift (Abkürzungen) und der in einer Nische unter einem Muschelrelief dargestellten Relieffigur blieb bislang aus. Bei Annahme, das die Muschel eine sogenannte Jakobsmuschel darstellt, ließe sich indes, in Verbindung mit den begrenzenden Blüten- und Fruchtornamenten schließen, dass es sich bei der dargestellten Figur um Jakobus den Älteren handelt. Was durch den Pilgerstab eine zusätzliche Bestätigung finden würde. Bis in die 1960er Jahre wurde vor dem Missionskreuz während der Fronleichnamsprozession ein Altar aufgebaut. Die Nische im Mittelblock diente dabei als Aufstellort des Allerheiligsten.:142
Nach einer neuerlichen Restaurierung, bei der auch die inzwischen wegen Verwitterung kaum noch lesbare Inschrift wiederhergestellt wurde, segnete Pfarrer Kissel der nahegelegenen Pfarre St. Elisabeth das Kreuz im September 2008 erneut ein.:145

„Anno 1765
 Crux missionis.“

„L     D
 Niedenhoff
Margreita   Will
EL   DH   DK
AC   RZ   IR   GD
Ecce Deus Salvator meus
ISA.   IZ.   UZ.“

Die Eintragung des Missionskreuzes in die Denkmalliste der Stadt Bergisch Gladbach erfolgte am 6. Januar 1983 (Denkmal Nr. A 34).